# Guardaagulles
El guardaagulles és la persona que, en els ferrocarrils, té a càrrec seu el maneig de les agulles quan el tren ha d'efectuar un canvi de via.
Els guardaagulles són a les ordres del cap d'estació pel que fa a la maniobra de les agulles i senyals. Pel que fa a la conservació del mecanisme, depenen de l'enginyer de via i dels empleats. El guardaagulles ha d'avisar el superior si no funciona bé el canvi i s'ocupa de cuidar, netejar i greixar l'aparell. Té un banderí i un fanal de senyals per avisar els empleats del tren, i cal assenyalar sempre precaució en el sentit de les puntes de les agulles.